# Alfa čestica
Alfa čestica je čestica koja se sastoji od dva protona i dva neutrona. Od jezgra helijuma se razlikuje samo svojom velikom brzinom kretanja. Najčešća kinetička energija alfa-čestice je 5 MeV, odnosno brzina 15 000 km/s. Označava se He2+ ili 242+. Ukupan spin alfa-čestice je nula, pa je ona bozon.
Prirodno nastaje alfa raspadom radioaktivnih atomskih jezgara. Kinetička energija (brzina kretanja) alfa-čestice zavisi od atomskog jezgra iz kojeg je emitovana pa je, na primer, doseg alfa-čestice emitovane iz bizmuta-283, u vazduhu pri normalnom pritisku i sobnoj temperaturi, 4,7 cm, a iz polonijuma-218 je 8,5 cm. Struja alfa-čestica (alfa-zračenje) vrlo brzo gubi kinetičku energiju zbog jakog jonizujućeg delovanja i ne prodire duboko u materiju (zaustavlja je običan list papira).
Masa alfa čestice je 6,644656 × 10−27 kg, što odgovara anihilacijskoj energiji od 3,72738 GeV. Alfa-čestice se šire brzinom od oko 1/20 brzine svetlosti, što je dovoljno sporo da mogu relativno dugo međudelovati sa materijom. Zato imaju jako jonizujuće delovanje. Zbog svoje će se veličine brzo sudariti s nekim od atoma i izgubiti energiju, pa im je doseg mali (nekoliko cm), a zaustavlja ih već koža ili komad papira. Ako se unesu u telo hranom ili udisanjem, mogu biti opasne zbog svog jakog jonizujućeg delovanja.

## Izvori alfa-čestica

### Alfa raspad
Alfa raspad je pretvaranje jednog atomskog jezgra u drugo uz zračenje alfa-čestica. Jezgro se transformiše (ili „raspada”) na manje jezgro masenog broja manjeg za 4 i atomskog broja manjeg za 2 i na alfa-česticu. Prema zakonu pomicanja atomi radioaktivnih elemenata koji emituju alfa-čestice prelaze u atome, čija je atomska masa manja za 4 atomske jedinice, a atomski broj manji za 2, tj. prelaze u atome elemenata, koji u periodnom sistemu elemenata zauzimaju položaj pomeren za dva mesta ulevo. Na primer:
238U → 234Th + α
Većina helijuma na Zemlji (oko 99%) je produkat alfa raspada uranijuma i torijuma. Do raspada dolazi zbog nestabilnosti atomskog jezgra, odnosno neuravnoteženoga broja protona i neutrona u njemu. Neka su atomska jezgra prirodno nestabilna i raspadaju se u dužem ili kraćem vremenskom intervalu (vreme poluraspada), a neka stabilna atomska jezgra mogu postati nestabilne nakon što na njih deluju čestice velike energije.
Alfa raspad se događa najčešće kod masivnih jezgara koja imaju prevelik odnos protona u odnosu na neutrone. Alfa čestica s dva protona i dva neutrona je vrlo stabilna konfiguracija nukleona. Mnoga se jezgra masivnija od olova (> 106 u ili više od 106 atomskih jedinica mase) raspadaju ovim raspadom. Najmanje atomsko jezgro koja može zračiti alfa-čestice je telur (Z = 52), koji ima atomsku masu od 106 do 110. Kod alfa raspada atomska masa i redni brojevi jezgra se menjaju, što znači da atomsko jezgro koja se raspada i jezgra nastala tim raspadom pripadaju različitim hemijskim elementima, te stoga, imaju različita hemijska svojstva.
Kad je odnos neutrona i protona u atomskom jezgru određenih atoma prenizak, oni emituju alfa-česticu kako bi uspostavili ravnotežu. Na primer: polonijum-210 ima 126 neutrona i 84 protona što je odnos od 1,50 naprema 1. Nakon radioaktivnog raspada emitovanjem alfa-čestice, odnos postaje 124 neutrona naprema 82 protona ili 1,51 naprema 1. Budući da broj protona u jezgru određuje element, polonijum-210 nakon emisije alfa čestice postaje olovo-206 koji je stabilan element.
Atomi koji emituju alfa-čestice uglavnom su vrlo veliki atomi, tj. imaju visoke atomske brojeve. Mnogo je prirodnih i veštačkih radioaktivnih elemenata koji emituju alfa-čestice. Prirodni izvori alfa-čestica imaju atomski broj najmanje 82, uz neke izuzetke. Najvažniji alfa emiteri su: americijum-241 (Z = 95), plutonijum-236 (Z = 94), uranijum-238 (Z = 92), torijum-232 (Z = 90), radijum-226 (Z = 88), radon-222 (Z = 86). Alfa emiteri su prisutni u različitim količinama u gotovo svim stenama, tlu i vodi. Nakon emisije, alfa čestice se zbog velike mase i električnog naboja kreću relativno sporo (otprilike 1/20 brzine svetlosti) i u vazduhu potroše svu energiju nakon nekoliko centimetara i tada da vežu slobodne elektrone i postaju helijum.

#### Brzina i energija alfa-čestica
U pogledu početne brzine alfa-čestica, energije, dometa, apsorpcije i prodornosti kroz razne materije, kao i sposobnost za jonizaciju gasova, utvrđeno je da one imaju svoje posebne osobine, koje zavise od prirode radioaktivnog elementa iz kojeg potiču. Početna brzina alfa-čestica je različita za različite radioaktivne elemente i iznosi od 14 000 do 22 000 km/s, što je oko 5 do 7,5% brzine svetlosti.
Energija alfa-čestica zavisi od prirode radioaktivnog elementa iz kojeg potiče i kreće se od 4 do 10 MeV. Ispočetka se smatralo da sve alfa-čestice, koje emituju radioaktivni elementi, imaju istu brzinu, ali su onda eksperimenti pokazali da jedan radioaktivni izotop može zračiti alfa-čestice različitih brzina ili različitih kinetičkih energija. Tako je poznato da radijum-226 zrači alfa-čestice sa 4 energetske grupe: 7,68 MeV, 8,277 MeV, 9,066 MeV i 10,505 MeV.

#### Domet i apsorpcija alfa-čestica
Hans Gajger je empirijskim putem utvrdio zavisnost dometa alfa-čestica, pod standardnim pritiskom i temperaturom, od njihove početne brzine. Takođe je Gajger, zajedno s Džonom Nutalom, pronašao vezu između vremena poluraspada, odnosno konstante raspadanja λ, nekog radioaktivnog elementa koji zrači alfa-čestice i njihovog dometa u vazduhu, što se naziva Gajger-Natalov zakon:
{\displaystyle \ln \lambda =-a_{1}{\frac {Z}{\sqrt {E}}}+a_{2}}
gde je: λ - konstanta raspadanja (λ = ln 2/vreme poluraspada), Z – atomski broj, E – ukupna kinetička energija (alfa-čestice i atomskog jezgra iz koga je nastala), te a1 i a2 - konstante.
S obzirom na vreme poluraspada radioaktivnih elemenata, utvrđeno je da nestabilni atomi s kratkim životom zrače alfa-čestice velike energije, velike brzine i velikog dometa. Domet alfa-čestice se kreće od 28 mm (torijum-232, vreme poluraspada 1,39 x 1010 godina) do 86 mm (polonijum-212, vreme poluraspada 3 x 10−7 sekundi).
Ni sve alfa-čestice jednog istog radioaktivnog elementa nemaju isti domet. Generalno, od ukupnog broja alfa-čestica, najveći njihov deo ima isti domet, a manji deo ima više snopova različitog dometa. To znači, da se alfa-čestice, koje emituje jedan isti izvor, mogu sastojati iz više grupa različitih brzina, odnosno energija. Uglavnom se pojavljuje spektar alfa-čestica, sastavljen od dve ili više odvojenih energetskih grupa.
Iako alfa-čestice imaju veliku masu i energiju, ipak su njihovi dometi kratki, jer ih hemijske materije kroz koje prolaze zaustavljaju. Ovo zaustavljanje nastaje zbog medudelovanja pozitivno naelektrisanih alfa-čestice i negativnih elektrona iz materije kroz koje prolaze. Pri tome, elektroni mogu biti izbačeni iz atoma te materije, a potrebnu energiju daje alfa-čestica. Smanjenjem energije alfa-čestice smanjuje se i njena brzina, a to omogućava da se elektroni s njima sastavljaju, pa se tako dobijaju atomi helijuma, koji su električno neutralni. Ipak, pri tome kretanju nastaje vrlo jaka jonizacija.

#### Jonizujuće zračenje
Utvrđeno je da alfa-čestice koje zrače iz raznih radioaktivnih elemenata proizvode od 50 000 do 100 000 jonskih parova, na jedan centimetar vazduha, čime nastaje jonizujuće zračenje. Ako se napravi dijagram koji će na apscisi imati udaljenost alfa-čestica od izvora zračenja, a na ordinati broj jonizujućih parova koje stvaraju alfa-čestice na raznim udaljenostima od izvora, dobija se Bragova kriva. Na njenom završnom delu, vidi se znatan uspon, a zatim nagli pad.

#### Tunel efekt
Velika je poteškoća nastala da se objasni kako je moguće da alfa-čestice, čija kinetička energija iznosi pri izbacivanju iz radioaktivnih atomskih jezgara od 4 do 10 MeV, da prođu kroz potencijalnu energetsku barijeru, čije najveće vrednosti kod elemenata s velikim atomskim brojem iznose oko 25 MeV. Prema klasičnoj teoriji, izlazi da alfa-čestice, koje se nalaze u unutrašnjosti atomskog jezgra, ne mogu da prodru kroz barijeru i da se iz njega se oslobode sa energijom koja je manja od energije potencijalne barijere.
Isto tako, teško je bilo objasniti zašto radioaktivni elementi imaju tako dugo vreme poluraspada, koji na primer za radijum-226 iznosi 1600 godina. To znači da se u tako dugom vremenskom periodu, nukleoni (protoni i neutroni) moraju držati zajedno u atomskom jezgru, iako ponekad spontano, bez spoljašnjih uticaja, dva protona i dva neutron u obliku alfa-čestice budu izbačeni iz nje.
Taj problem je teoretski rešio 1928. Džordž Gamov, a nezavisno o njega Ronald Gurnej i Edvard Kondon, razvivši teoriju tunelskog efekta. Prema kvantnoj fizici postoji verovatnoća da se alfa-čestica s određenom energijom, koja je manja od energije potencijalne barijere, oslobodi atomskog jezgra, kad dođe do njegove površine. Ova verovatnoća je veća ako je veća energija alfa-čestice i ako je širina barijere manja od vrednosti njene energije. Alfa-čestica će na neki način dobiti dovoljnu količinu energije od drugih nuklearnih čestica, za svladavanje potencijalne barijere.
Za alfa-čestice sposobne da dospeju do vanjske površine i da ponovno budu ubačene u atomsko jezgro, postoji učestalost. Vrednost ove učestalosti može se odrediti deljenjem veličine poluprečnika atomskog jezgra s procenjenom brzinom, kojom se alfa-čestice kreću u atomskom jezgru. Budući da poluprečnik atomskog jezgra iznosi oko 10−15 , a brzina alfa-čestice koja se u njemu kreće iznosi oko 106 m/s, izlazi da alfa-čestica dolazi do vanjske površine približno 106/10−15 = 1021 puta u sekundi, odnosno da ona pobegne iz jezgra nakon 1021 pokušaja. To je u stvari bit tunel efekta.

### Akceleratori čestica
Akcelerator čestica je uređaj za ubrzavanje čestice sa električnim nabojem do visokih brzina. Ubrzavanje čestica postiže se primenom vrlo jakog električnog polja i/ili magnetnog polja. Na primer, u električnom polju energija koju će naelektrisana čestica dobiti jednaka je umnošku njenog električnog naboja i razlike potencijala početne i krajnje tačke puta. Svi akceleratori rade s visokim vakuumom da omoguće nesmetano kretanje čestice. U akceleratoru čestica mogu nastati i alfa-čestice.

### Sunčevo jezgro
Sunčevo jezgro se odnosi na unutrašnji deo Sunca od centra do 20 – 25% Sunčevog poluprečnika. To je najtopliji deo Sunčevog sistema. Njegova gustina se kreće do 150 000 kg/m3 (150 puta više od gustine vode) i temperatura je oko 15 000 000  (za razliku od površine gde je oko 6 000 K). Sunčevo jezgro se sastoji od toplog i vrućeg gasa, koji je u stanju plazme. Unutar Sunčevog jezgra se stvara 99% energije nuklearne fuzije Sunca. U Sunčevom jezgru mogu nastati i alfa-čestice

### Kosmički zraci
Oko 89% dolazećih kosmičkih zraka su jednostavni protoni (jezgra vodonika), 10% su jezgra helijuma (alfa-čestice) i 1% su teži elementi. Ta jezgra vodonika i helijuma čine 99% kosmičkih zraka. Pojedinačni elektroni (poput beta-čestica) čine ostalih 1% galaktičkih kosmičkih zraka – to su kozmički zraci koje dolaze izvan Sunčevog sistema. Zasad je nepoznato odakle ti elektroni dolaze i zašto imaju ubrzanje manje od atomskih jezgara.

## Istorija
Početkom 20. veka bilo je poznato 5 radioaktivnih elemenata: uranijum, torijum, polonijum, aktinijum i radijum. Među njima najviše se upotrebljavao radijum i to za lečenje raka. Iz radijuma i njegovih hemijskih jedinjenja stalno se razvijao jedan gas, koji je isto bio radioaktivan, a nazvan je radijumova emanacija ili radon. Osim radona nastajao je i helijum. Iz toga se zaključilo da se radijum, ali i svi ostali radioaktivni elementi, pretvaraju u druge elemente s manjom težinom i pri tom postupku zrače. Uočeno je takođe da je ta prirodna radioaktivnost svojstvena atomima s najvećim atomskim masama i da je to proces koji se dešava u unutrašnjosti atoma, te da ne zavisi od spoljašnjih uticaja, kao što su pritisak, temperatura ili neka hemijska reakcija.
Već 1900. bilo je poznato da jedan deo radioaktivnog zračenja može da skreće u magnetskom polju. Ernest Raderford je na osnovu ispitivanja prolaza radioaktivnih zraka kroz tanke listiće aluminijuma utvrdio da kod zračenja uranijumovih jedinjenja postoje dve vrste zraka. Onu vrstu zraka koji ne mogu da prođu kroz aluminijsku pločicu debljine 0,02 mm nazvao je alfa-česticama, a onu vrstu koja je prolazila i kroz deblje slojeve nazvao je beta-česticama. Iste godine francuski naučnik Pol Vilard je otkrio i treću vrstu radioaktivnog zračenja, za koju se utvrdilo da ima veliku prodornu moć i da ne skreće u magnetnom polju, a nazvane su gama-česticama. Na osnovu skretanja u magnetskom polju, utvrđeno je da alfa-čestice imaju pozitivni električni naboj, a beta-čestice negativan električni naboj.
Godine 1908. su Raderford i Hans Gajger merenjem utvrdili da alfa-čestice imaju dvostruki električni naboj, a da im je masa jednaka četvorostrukoj masi atoma vodonika. Kada alfa-čestica privuče dva elektrona, ona prelazi u atom helijuma. Iz toga je Raderford zaključio da su alfa-čestice u stvari joni helijuma ili samo atomska jezgra helijuma. Za beta-čestice se utvrdilo da se u magnetnom i električnom polju ponašaju isto kao i katodni zraci ili elektroni. To znači da su beta-čestice u stvari elektroni velikih brzina, ali za razliku od elektrona u elektronskom omotaču atoma, nastaju iz atomskog jezgra.

### Eksperiment s alfa-česticama i zlatnim listićem
Eksperiment s alfa-česticama i zlatnim listićem je bio jedan od najznačajnijih eksperimenata u nuklearnoj fizici, jer je to bio prvi dokaz da u atomu postoji atomsko jezgro. Raderford je okupio plodan tim istraživača, među kojima su Hans Gajger, Ernest Marsden, Džordž Hevesi, Henri Mozli, a nekoliko je godina deo tima bio i Nils Bor.
Ključni se eksperiment za to otkriće dogodio 1909. kada su naučnici vrlo tanku zlatnu foliju izložili delovanju alfa-čestica. Tompsonov model atoma je predviđao će alfa-čestice proći kroz tanki metalni film i raspršiti se pod određenim malim uglovima. Na veliko je iznenađenje istraživačkog tima ustanovljeno raspršenje i pod velikim uglovima, a neka su se helijumska jezgra od metalne folije odbila potpuno unazad. Raderford je to uporedio s verovatnoćom da list papira odbija topovsku kuglu. Rezultat eksperimenta je vodio prema novom modelu atoma, koji je Raderford predložio 1911. godine: atom se sastoji od središnjeg naboja okruženog sferičnom raspodelom naboja suprotnog predznaka. U početku se pretpostavljalo da su i elektroni gradivne čestice atomskog jezgra, pa je u modelu za atom azota rednog broja 7 bilo pretpostavljeno da u jezgru ima 21 česticu, i to 14 protona i 7 elektrona, a u elektronskom omotaču još 7 elektrona.

### Nuklearna reakcija
Otkriće spina i spektroskopija azotovih jezgara, do čega je 1930. došao italijanski fizičar Franko Raseti, je pokazalo da se azotna jezgra ponašaju kao čestice celobrojnog spina, tj. kao bozoni. To je bilo u potpunom neskladu s predloženim modelom azotnog jezgra sa 21 nukleonom, pa je to neslaganje nazvano „azotnom katastrofom“. „Katastrofa“ je razrešena otkrićem neutrona, koje je 1932. objavio Džejms Čedvik i njegovog spina 1/2. Ruski je fizičar Dmitri Ivanenko predložio tada današnji model atoma prema kojem su atomski nukleoni protoni i neutroni, a ne elektroni. Naziv proton za pozitivno naelektrisani nukleon prvi je upotrebio Raderford, a on je 1919. godine izveo i prvo pretvaranje (transmutaciju) jednoga elementa u drugi; u toj je prvoj nuklearnoj reakciji u istoriji bombardovao azot alfa-česticama i tako dobio kiseonik.

### Raderfordovo raspršenje
Raderfordovo raspršenje je pojava iz nuklearne fizike, kojom se objašnjava skretanja alfa-čestica koje udaraju u tanke listiće metala, a s njim se dokazuje postojanje pozitivno naelektrisanog atomskog jezgra, koja ima gotovo svu masu atoma. Raderfordovo raspršenje je objašnjenje strukture atomskog jezgra, koje je nastalo nakon eksperimenta sa alfa-česticama i zlatnim listićem. Rezultati tog eksperimenta su pokazali da su skretanja alfa-čestica pod velikim uglovima bila jako retka, na primer pri prolazu kroz listić platine na svakih 8000 jedna alfa-čestica bi skrenula pod iglom većim od 90º.

### Prva nuklearna pretvorba
Godine 1919. Ernest Raderford je, bombardujući azot alfa-česticama izveo prvo nuklearno pretvaranje (transmutaciju) jednog elementa u drugi. Raderford je prilikom istraživanja raspršenja alfa-čestica kroz vazduh, otkrio da prilikom bombardovanja atoma azota sa alfa-česticama nastaju nova jezgra atoma kiseonika i vodonika.
14N + α → 17O + proton 

## Antialfa-čestica
Antialfa-čestica je dosad najteže otkriveno stabilno antijezgro. Članovi međunarodne istraživačke skupine STAR su na Relativističkom sudaraču teških jona (eng. Relativistic Heavy Ion Collider - RHIC) otkrili antimaterijsku kopiju alfa-čestice 2011. Ova nova čestica je najteže antijezgro ikad otkriveno. Relativistički sudarač teških jona je zapravo akcelerator čestica namenjen proučavanju uslova u najranijem dobu Svemira, a smješten je u Nacionalnoj laboratoriji Brukhaven. Jezgro antialfa-čestice se sastoji od dva antiprotona i dva antineutrona, stabilno je i ne ulazi u radioaktivni raspad, naelektrisano je nabojem dva elektrona dok joj je masa gotovo četiri puta veća od mase protona. Rezultati istraživanja pokazuju kako se novootkrivene antialfa-čestice mogu razlučiti od lakših izotopa, ali i da imaju očekivanu masu.
Stvaranje uslova potrebnih za proučavanje prirode antimaterije nije nimalo lak zadatak. Jedna od najvećih tajni fizike je pitanje zašto se čini da je naš Svemir gotovo u potpunosti izgrađen od obične materije kada je naučno prihvaćena pretpostavka da su u vreme Velikog praska materija i antimaterija stvorene u isto vreme i u istim količinama.
Za stvaranje uslova sličnih uslovima neposredno posle Velikog praska, u RHIC-u se sudaraju joni zlata pri brzinama bliskim brzini svetlosti, pri čemu se oslobađaju gotovo jednake količine kvarkova i antikvarkova. Velik deo stabilne materije nastale tokom takvih sudara ostavlja jasan signal na STAR detektoru pre nego li, zajedno s običnom materijom, bude uništena u vanjskom delu uređaja.

## Primena

### Detektor dima
Najčešći detektori dima sadrže male količine radioaktivnog izotopa americijuma-241, koji se proizvede nuklearnim reakcijama. Alfa-čestica, koja se emituje u raspadu americijuma-241, jonizuje vazduh i stvora malu struju naboja koji se meri osetljivim uređajem. Kada dim uđe u detektor, joni se uhvate česticama dima što umanji struju naboja u detektoru. Ako se to dogodi, alarm se uključi. Kako je prevaljena udaljenost alfa-čestica izuzetno mala u vazduhu, ne postoji rizik zračenja od ovakvih detektora. Nakon svoje uporabe, ovi se detektori moraju prikladno odlagati, kao radioaktivni otpad.

### Nuklearne baterije
Nuklearne baterije su baterije u kojim se odvija cepanje jezgra elementa uranijuma-235 ili plutonijuma-239. U nuklearnoj je bateriji nuklearna lančana reakcija cepanja kontrolisana, tj. može se usporiti ili ubrzati. Uređaji za pretvaranje prirodnog radioaktivnog raspadanja direktno u električnu energiju nisu ništa novo. Tehnologija stvaranja nuklearne baterije započela je još 1913., kada je Henri Mozli prvi put demonstrirao tzv. Beta ćeliju. Bilo je to u vreme kada je sve više rasla potražnja za dugoročnim spremištima energije, posebno u svrhe svemirskih istraživanja 1950-tih i 1960-tih godina. Tokom godina, razvili su se brojni tipovi i različiti principi rada nuklearnih baterija. Iako su većinom ti principi već odavno poznati, tek u novije vreme su se razvile tehnološke mogućnosti za izradu same baterije. Nuklearne baterije koje stvaraju alfa-čestice je puno lakše zaštititi; dovoljno je samo 2,5 mm olovnog lima.

### Eliminatori statičkog elektriciteta
Neki eliminatori statičkog elektriciteta koriste polonijum-210, koji zrači alfa-čestice i jonizuje vazduh, a time i poništava statički elektricitet.

### Nuklearna medicina: terapija
Radioaktivni izotop kobalt-60 emituje gama-zrake koji se koriste za razbijanje ćelija raka, a slično tome i cezijum-137. U poslednjih desetak godina terapija uništenja ćelija raka vrši se pod direktnim snopom masivnih jona iz akceleratora. Za razliku od gama-zraka, koji dele svoju energiju podjednako na zdravo i nezdravo tkivo, masivne čestice poput protona i alfa-čestica ostavljaju svoju energiju neposredno tamo gde se zaustave. Ako se energija prikladno odabere, najveći deo energije može se ostaviti u nezdravom tkivu, a ne u zdravom tkivu.

## Uticaj alfa zračenja na žive organizme
Svet u kome živimo radioaktivan je od svog postanka. Postoji oko 60 radionuklida (radioaktivnih elemenata), koji se mogu pronaći u tlu, vazduhu, vodi, hrani, a time i u svim živim bićima. Po tome kako su nastali dele se na one koji su oduvek prisutni na Zemlji, one koji nastaju kao posledica delovanja kosmičkih zraka, te one koji su posledica ljudske tehnologije.
U prvoj su grupi radioaktivni elementi poput uranijuma-235, uranijuma-238, torijuma-232, radijuma-226, radona-222 ili kalijuma-40. Oni potiču još iz vremena stvaranja Zemlje, a karakteriše ih vrlo dugo vreme poluraspada, čak i do milijardu godina (izuzetak je gas radon, čiji je poluživot 3,8 dana). Kosmičko zračenje nas neprestano pogađa. Izvor mu je uglavnom izvan našeg Sunčevog sistema, a sastoji se od raznih oblika zračenja: od vrlo brzih teških čestica, pa do visokoenergijskih fotona i miona. Ono međudeluje s atomima u gornjim slojevima atmosfere i tako proizvodi radionuklide, koji su najčešće kraćih vremena poluživota. To su, na primer, ugljenik-14, tricijum, berilijum-7 i drugi.
Ljudi su svojim delovanjem, prevashodno razvojem nuklearnih reaktora i testiranjem nuklearnog oružja, stvorili još neke radioaktivne elemente, poput stroncijuma-90, joda-129, joda-131, cezijuma-137, plutonijuma-239 itd.

### Merne jedinice jonizirajućeg zračenja
Aktivnost radioaktivnog uzorka meri se u bekerelima (Bq). Aktivnost od 1 Bq znači jedan raspad atomskog jezgra u sekundi. Kako su aktivnosti uzoraka često vrlo velike u upotrebi je i veća jedinica, kiri (Ci). 1 Ci iznosi 3,7 • 1010 .
Da bi se merila energija, koju putem zračenja apsorbuje određena materije, koristi se jedinica grej (Gy). Odnos te energije i mase tela koje je apsorbuje zove se apsorbovana doza. Ako se energija od 1  apsorbuje u 1  materije govori se o apsorbovanoj dozi od 1 Gy. Ovako definisana doza ne govori ništa o biološkim učincima apsorbovanog zračenja. Svaka vrsta zračenja (α, β, γ) ima drugačiji uticaj na žive ćelije, koji se opisuje faktorom Q. Zato se definiše ekvivalentna doza, koja se dobija tako što se apsorbovana doza pomnoži faktorom Q. Jedinica za ekvivalentnu dozu je sivert (Sv).

## Literatura
- Tipler, Paul; Llewellyn, Ralph (2002). Modern Physics (4th изд.). W. H. Freeman. ISBN 978-0-7167-4345-3.